# Johann Carl Kristian Rasehorn
Johann Carl Kristian Rasehorn (* 28. April 1831 auf dem Viehhof Weißblechhütte bei Tanne; † 29. Mai 1913 in Parikkala in Finnland) war ein 1861 nach Finnland ausgewanderter Glasmacher und späterer Glashüttenbesitzer. Er ist Stammvater der heute noch in Finnland verbreiteten Familie Rasehorn.

## Leben
Johann Carl Christian Rasehorn wurde als Sohn des herzoglichen Domänepächters Johann Carl Christian Rasehorn(sen.) im damals zur Gemeinde Tanne gehörenden Viehhof (Vorwerk) Weißblechhütte geboren.
In Braunlage besuchte Rasehorn die Volksschule und wurde dort 1845 konfirmiert. In der Röhrigschen Glashütte in Braunlage erlernte Johann Rasehorn das Handwerk eines Glasmachers.
1861 wanderte Rasehorn schließlich nach Finnland aus und arbeitete dort in verschiedenen Glashütten in der Gegend um Virolahti und Parikkala in Karelien.
Ab 1885 war er dort Mitinhaber einer Glashütte.
Johann Rasehorn wurde zum Begründer einer Familie von Glasbläsern.
Die Söhne Friedrich Wilhelm Rasehorn (1858–1918), Gustav Heinrich Rasehorn (1862–1951) und Ernst Friedrich Rasehorn (1867–1897) waren alle in der finnischen Glasindustrie tätig.
Johann Carl Kristian Rasehorn starb 82-jährig in Parikkala.